# Greg Christian

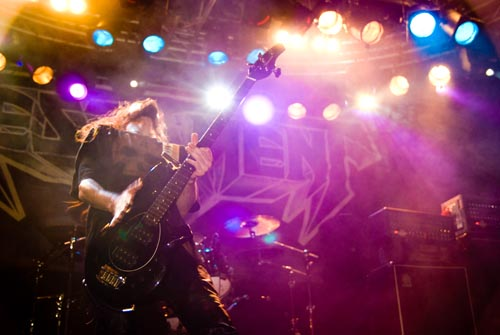
Greg Christian, live met Testament

Greg Christian (29 april 1966) is een Amerikaans  rock en heavy metal bassist.
Christian begon in 1983 bij de band 'Legacy', die in 1984 over ging in de thrashmetalband Testament. Hij is een van de originele bandleden en maakte samen met de andere leden van Testament vele albums. Hij speelde in Testament tot eind  1996 en kwam weer terug in 2004. In 2014 verliet hij Testament opnieuw.

## Testament
Greg Christian speelde in Testament tussen 1984 en 1996. Hij was als bassist te horen op de eerste zes studioalbums van de band, en reisde met Testament meerdere keren de wereld over. Christian bleef in 1992 lid van de band, toen gitarist Alex Skolnick en drummer Louie Clemente de band verlieten vanwege creatieve meningsverschillen. In 1996 verliet echter ook Christian de band.
In 2001 keerde Christian voor een optreden terug naar Testament, dat een optreden verzorgde om geld in te zamelen voor de zieke zanger Chuck Billy (die op dat moment leed aan kanker). Christian keerde in 2001 echter niet fulltime terug naar de band.
In 2005 keerde Christian terug in het kader van de reünietour van Testament. Samen met Alex Skolnick besloot hij vervolgens om een lid te blijven van de band. Christian nam opnieuw twee studioalbums op met Testament. In 2014 verliet Christian Testament voor een tweede keer. Hij verklaarde in de media dat hij was vertrokken omdat hij onvoldoende betaald kreeg, en omdat de rest van de band hem gebruikte voor hun eigen financiële gewin. Dit relaas werd door andere leden van Testament tegengesproken. Christian werd in Testament vervangen door bassist Steve DiGiorgio, die eerder (1998-2005) ook al in de band had gespeeld tijdens de eerste periode van afwezigheid van Christian. 

## Nevenactiviteiten
Ook speelde hij in de bands 'Flange' en 'Pushed'. Eind jaren 1990 begon Christian zijn eigen meubelzaak, hij vond het toeren met de band te zwaar worden en zag zijn familie te weinig.
In 2005 kwam hij bij de groep 'HavocHate', waarmee hij één cd maakte, Cycle of Pain. 
Sinds 2017 is Christian de bassist van de band Trauma, de band van voormalige Metallica-bassist Cliff Burton.

## Discografie
Testament
- The Legacy (1987)
- New World Order (1988)
- Practice What You Preach (1989)
- Souls of Black (1990)
- The Ritual (1992)
- Low (1994)
- The Formation of Damnation (2008)
- Live at Eindhoven '87 EP (2009)
- Dark Roots of Earth (2012)
- Dark Roots of Thrash DVD (2013)

HavocHate
- Cycle of Pain (2005)

Trauma
- As The World Dies (2018)

- International Standard Name Identifier: 0000 0003 7297 4093
- MusicBrainz: 3067feb0-03e1-4079-8549-956beac8c686
- Nationale Bibliotheek van Tsjechië: xx0147239
- Virtual International Authority File: 232115757